# Campeonato Europeo de 49er
El Campeonato Europeo de 49er es la máxima competición de la clase de vela 49er a nivel europeo. Se realiza anualmente desde 1997 bajo la organización de la Federación Europea de Vela (EUROSAF). Este tipo de vela, abierta para regatistas de ambos sexos, es una clase olímpica desde los Juegos Olímpicos de Sídney 2000.

## Palmarés

### Masculino (49er)
| Núm.   | Año  | Sede                          | Oro                                             | Plata                                                | Bronce                                               |
| ------ | ---- | ----------------------------- | ----------------------------------------------- | ---------------------------------------------------- | ---------------------------------------------------- |
| I      | 1997 | Weymouth ( Reino Unido)       | Marcus Baur · Philip Barth · Alemania           | Francesco Bruni · Gabriele Bruni · Italia            | Marc Audineau Julien Farnarier Francia               |
| II     | 1998 | Helsinki · ( Finlandia)       | Paul Brotherton Neal McDonald Reino Unido       | Paweł Kacprowski · Paweł Kuźmicki · Polonia          | Ian Barker Simon Hiscocks Reino Unido                |
| III    | 1999 | Cascaes ( Portugal)           | Marcus Baur · Philip Barth · Alemania           | Santiago López-Vázquez · Javier de la Plaza · España | Marc Audineau Julien Farnarier Francia               |
| IV     | 2000 | Medemblik · ( Países Bajos)   | Michael Hestbæk Jonatan Persson Dinamarca       | Rodion Luka · Heorhi Leonchuk · Ucrania              | Iker Martínez · Xabier Fernández · España            |
| V      | 2001 | Brest ( Francia)              | Michael Hestbæk Rasmus Hansen Dinamarca         | Iker Martínez · Xabier Fernández · España            | Santiago López-Vázquez · Javier de la Plaza · España |
| VI     | 2002 | Grimstad · ( Noruega)         | Iker Martínez · Xabier Fernández · España       | Christopher Draper Simon Hiscocks Reino Unido        | Christoffer Sundby · Frode Bovim · Noruega           |
| VII    | 2003 | Laredo · ( España)            | Marcus Baur · Max Groy · Alemania               | Christopher Draper Simon Hiscocks Reino Unido        | Iker Martínez · Xabier Fernández · España            |
| VIII   | 2004 | Torbole · ( Italia)           | Christopher Draper Simon Hiscocks Reino Unido   | Michael Hestbæk Dennis Andersen Dinamarca            | Marc Audineau Stéphane Christidis Francia            |
| IX     | 2005 | Vallensbæk ( Dinamarca)       | Christopher Draper Simon Hiscocks Reino Unido   | Peter Hansen Søren Hansen Dinamarca                  | Jan-Peter Peckolt · Hannes Peckolt · Alemania        |
| X      | 2006 | Weymouth ( Reino Unido)       | Stephen Morrison Ben Rhodes Reino Unido         | Peter Hansen Søren Hansen Dinamarca                  | Iker Martínez · Xabier Fernández · España            |
| XI     | 2007 | Marsala · ( Italia)           | Iker Martínez · Xabier Fernández · España       | Jan-Peter Peckolt · Hannes Peckolt · Alemania        | Pietro Sibello · Gianfranco Sibello · Italia         |
| XII    | 2008 | Palma de Mallorca · ( España) | Iker Martínez · Xabier Fernández · España       | Arturo Alonso · Federico Alonso · España             | Rodion Luka · Heorhi Leonchuk · Ucrania              |
| XIII   | 2009 | Zadar · ( Croacia)            | Pietro Sibello · Gianfranco Sibello · Italia    | Paul Brotherton Mark Asquith Reino Unido             | Nico Delle Karth · Nikolaus Resch · Austria          |
| XIV    | 2010 | Sopot · ( Polonia)            | Christopher Draper Peter Greenhalgh Reino Unido | Emmanuel Dyen Stéphane Christidis Francia            | Stephen Morrison Ben Rhodes Reino Unido              |
| XV     | 2011 | Helsinki · ( Finlandia)       | Dylan Fletcher-Scott Stuart Bithell Reino Unido | Emil Toft Nielsen Simon Toft Nielsen Dinamarca       | Nico Delle Karth · Nikolaus Resch · Austria          |
| XVI    | 2012 | Riva del Garda · ( Italia)    | Mathieu Frei Yann Rocherieux Francia            | Allan Nørregaard Anders Thomsen Dinamarca            | James Peters Edward FitzGerald Reino Unido           |
| XVII   | 2013 | Aarhus ( Dinamarca)           | Dylan Fletcher-Scott Alain Sign Reino Unido     | Erik Heil · Thomas Plößel · Alemania                 | Julien d'Ortoli Noé Delpech Francia                  |
| XVIII  | 2014 | Helsinki · ( Finlandia)       | Erik Heil · Thomas Plößel · Alemania            | Dylan Fletcher-Scott Alain Sign Reino Unido          | Jonas Warrer Anders Thomsen Dinamarca                |
| XIX    | 2015 | Oporto ( Portugal)            | Justus Schmidt · Max Boehme · Alemania          | John Pink Stuart Bithell Reino Unido                 | Łukasz Przybytek · Paweł Kołodziński · Polonia       |
| XX     | 2016 | Barcelona · ( España)         | Diego Botín · Iago López · España               | Nico Delle Karth · Nikolaus Resch · Austria          | John Pink Stuart Bithell Reino Unido                 |
| XXI    | 2017 | Kiel · ( Alemania)            | Dylan Fletcher-Scott Stuart Bithell Reino Unido | James Peters Fynn Sterritt Reino Unido               | Jacopo Plazzi · Andrea Tesei · Italia                |
| XXII   | 2018 | Gdynia · ( Polonia)           | Diego Botín · Iago López · España               | Dominik Buksak · Szymon Wierzbicki · Polonia         | Dylan Fletcher-Scott Stuart Bithell Reino Unido      |
| XXIII  | 2019 | Weymouth ( Reino Unido)       | Dylan Fletcher-Scott Stuart Bithell Reino Unido | James Peters Fynn Sterritt Reino Unido               | Diego Botín · Iago López · España                    |
| XXIV   | 2020 | Attersee · ( Austria)         | Tim Fischer · Fabian Graf · Alemania            | Benjamin Bildstein · David Hussl · Austria           | Šime Fantela · Mihovil Fantela · Croacia             |
| XXV    | 2021 | Salónica · ( Grecia)          | Mikołaj Staniul · Jakub Sztorch · Polonia       | Tim Fischer · Fabian Graf · Alemania                 | Łukasz Przybytek · Paweł Kołodziński · Polonia       |
| XXVI   | 2022 | Aarhus ( Dinamarca)           | Diego Botín · Florian Trittel · España          | Bart Lambriex · Floris van de Werken · Países Bajos  | James Peters Fynn Sterritt Reino Unido               |
| XXVII  | 2023 | Vilamoura ( Portugal)         | Lucas Rual Émile Amoros Francia                 | Dominik Buksak · Szymon Wierzbicki · Polonia         | Benjamin Bildstein · David Hussl · Austria           |
| XXVIII | 2024 | La Grande-Motte ( Francia)    | James Peters Fynn Sterritt Reino Unido          | Sébastien Schneiter · Arno de Planta · Suiza         | Bart Lambriex · Floris van de Werken · Países Bajos  |
| XXIX   | 2025 | Salónica · ( Grecia)          | Martín Wizner · Jaime Wizner · España           | William Pank Thommie Grit Reino Unido                | Tal Sade Maor Abu Israel                             |

### Femenino (49er FX)
| Núm.    | Año          | Sede                       | Oro                                               | Plata                                                | Bronce                                          |
| ------- | ------------ | -------------------------- | ------------------------------------------------- | ---------------------------------------------------- | ----------------------------------------------- |
| I – XVI | No realizado | No realizado               | No realizado                                      | No realizado                                         | No realizado                                    |
| XVII    | 2013         | Aarhus ( Dinamarca)        | Ida Baad Nielsen Marie Thusgaard Olsen Dinamarca  | Jena Hansen Katja Salskov-Iversen Dinamarca          | Frances Peters Nicola Groves Reino Unido        |
| XVIII   | 2014         | Helsinki · ( Finlandia)    | Ida Baad Nielsen Marie Thusgaard Olsen Dinamarca  | Jena Hansen Katja Salskov-Iversen Dinamarca          | Leonie Meyer · Elena Stoffers · Alemania        |
| XIX     | 2015         | Oporto ( Portugal)         | Giulia Conti · Francesca Clapcich · Italia        | Jena Hansen Katja Salskov-Iversen Dinamarca          | Maiken Foght Schütt Anne-Julie Schütt Dinamarca |
| XX      | 2016         | Barcelona · ( España)      | Jena Hansen Katja Salskov-Iversen Dinamarca       | Giulia Conti · Francesca Clapcich · Italia           | Támara Echegoyen · Berta Betanzos · España      |
| XXI     | 2017         | Kiel · ( Alemania)         | Tina Lutz · Susann Beucke · Alemania              | Charlotte Dobson Saskia Tidey Reino Unido            | Victoria Jurczok · Anika Lorenz · Alemania      |
| XXII    | 2018         | Gdynia · ( Polonia)        | Helene Næss · Marie Rønningen · Noruega           | Victoria Jurczok · Anika Lorenz · Alemania           | Sophie Weguelin Sophie Ainsworth Reino Unido    |
| XXIII   | 2019         | Weymouth ( Reino Unido)    | Annemiek Bekkering · Annette Duetz · Países Bajos | Helene Næss · Marie Rønningen · Noruega              | Vilma Bobeck · Malin Tengström · Suecia         |
| XXIV    | 2020         | Attersee · ( Austria)      | Tina Lutz · Susann Beucke · Alemania              | Helene Næss · Marie Rønningen · Noruega              | Julia Gross · Hanna Klinga · Suecia             |
| XXV     | 2021         | Salónica · ( Grecia)       | Odile van Aanholt · Elise Ruyter · Países Bajos   | Enia Ninčević · Mihaela de Micheli Vitturi · Croacia | Antonia Schultheis Victoria Schultheis Malta    |
| XXVI    | 2022         | Aarhus ( Dinamarca)        | Odile van Aanholt · Annette Duetz · Países Bajos  | Vilma Bobeck · Rebecca Netzler · Suecia              | Jana Germani · Giorgia Bertuzzi · Italia        |
| XXVII   | 2023         | Vilamoura ( Portugal)      | Helene Næss · Marie Rønningen · Noruega           | Jana Germani · Giorgia Bertuzzi · Italia             | Támara Echegoyen · Paula Barceló · España       |
| XXVIII  | 2024         | La Grande-Motte ( Francia) | Isaura Maenhaut · Anouk Geurts · Bélgica          | Sarah Steyaert Charline Picon Francia                | Freya Black Saskia Tidey Reino Unido            |
| XXIX    | 2025         | Salónica · ( Grecia)       | Marla Bergmann · Hanna Wille · Alemania           | Aleksandra Melzacka · Sandra Jankowiak · Polonia     | Isaura Maenhaut · Anouk Geurts · Bélgica        |

## Medallero histórico
- Actualizado a Salónica 2025.

| Núm. | País         | Oro | Plata | Bronce | Total |
| ---- | ------------ | --- | ----- | ------ | ----- |
| 1    | Reino Unido  | 10  | 9     | 9      | 28    |
| 2    | Alemania     | 9   | 4     | 3      | 16    |
| 3    | España       | 7   | 3     | 7      | 17    |
| 4    | Dinamarca    | 5   | 8     | 2      | 15    |
| 5    | Países Bajos | 3   | 1     | 1      | 5     |
| 6    | Italia       | 2   | 3     | 3      | 8     |
| 7    | Francia      | 2   | 2     | 4      | 8     |
| 8    | Noruega      | 2   | 2     | 1      | 5     |
| 9    | Polonia      | 1   | 4     | 2      | 7     |
| 10   | Bélgica      | 1   | 0     | 1      | 2     |
| 11   | Austria      | 0   | 2     | 3      | 5     |
| 12   | Suecia       | 0   | 1     | 2      | 3     |
| 13   | Croacia      | 0   | 1     | 1      | 2     |
| 13   | Ucrania      | 0   | 1     | 1      | 2     |
| 15   | Suiza        | 0   | 1     | 0      | 1     |
| 16   | Israel       | 0   | 0     | 1      | 1     |
| 16   | Malta        | 0   | 0     | 1      | 1     |
|      | TOTAL        | 42  | 42    | 42     | 126   |